# Działalność informacyjna
Działalność informacyjna – zespól procesów i czynności związanych z generowaniem, gromadzeniem, zbieraniem, przetwarzaniem, organizowaniem, przechowywaniem, wyszukiwaniem i udostępnianiem informacji. Odgrywa ona istotną rolę w efektywnym zarządzaniu wiedzą oraz wspiera podejmowanie decyzji zarówno w ramach organizacji, jak i w różnych aspektach życia społecznego, takich jak edukacja, administracja czy rozwój osobisty. Działalność informacyjna jest nieodłącznym elementem istnienia m.in. bibliotek (już od ich powstania).
Kluczowe procesy działalności informacyjnej:
- przechowywanie informacji – proces statyczny, podczas którego dane są przechowywane w sposób nienaruszalny, z wykorzystaniem nośników fizycznych lub cyfrowych, takich jak archiwa czy bazy danych
- przetwarzanie informacji – przekształcanie danych w nowy zbiór informacji z użyciem algorytmów. Może obejmować porządkowanie, klasyfikowanie oraz upraszczanie informacji w celu ich lepszego wykorzystania
- przesyłanie informacji – proces przekazywania danych od nadawcy do odbiorcy. Zazwyczaj wymaga kodowania danych przed wysyłką oraz ich dekodowania po odbiorze[5].

## Procesy i funkcje informacyjne
W ramach działalności informacyjnej kluczową rolę odgrywają procesy informacyjne. W literaturze proces informacyjny często dzieli się na różne etapy, które pozwalają na pełne zarządzanie informacją od jej powstania do wykorzystania. Obejmuje on następujące fazy:
- generowanie informacji – tworzenie nowych danych lub wiedzy.

- gromadzenie informacji – zbieranie danych z różnych źródeł w celu ich dalszego przetwarzania.

- przechowywanie informacji – utrzymanie danych w nienaruszonym stanie za pomocą nośników fizycznych lub cyfrowych.

- transmisja informacji – przekazywanie danych między systemami lub użytkownikami, często z wykorzystaniem technologii.

- transformacja informacji – przekształcanie danych w nową formę, aby ułatwić ich analizę lub interpretację.

- udostępnianie informacji – zapewnienie dostępu do danych dla użytkowników końcowych.

- interpretacja informacji – analiza i rozumienie danych w kontekście ich zastosowania.

- wykorzystanie informacji – praktyczne użycie danych w celu podjęcia decyzji lub wykonania działań[6].

## Modele procesu informacyjnego
Modele procesu informacyjnego to abstrakcyjne schematy opisujące, jak informacje są generowane, przesyłane, przechowywane, przetwarzane i wykorzystywane. Pozwalają one zrozumieć i optymalizować przepływ danych, co jest kluczowe dla efektywnego zarządzania informacją w ramach działalności informacyjnej. Przykładem jednego z najważniejszych modeli jest kanał informacyjny – opisuje proces przesyłania danych między nadawcą a odbiorcą. W jego skład wchodzą:
- nadawca – osoba lub system generujący dane.
- kodowanie – przekształcanie informacji w formę możliwą do przesłania przez kanał komunikacyjny.
- kanał łączności – medium, przez które dane są przesyłane.
- rozkodowanie – przekształcenie danych na formę zrozumiałą dla odbiorcy.
- odbiorca – osoba lub system, który otrzymuje dane.
- zakłócenia – czynniki zewnętrzne, które mogą wpłynąć na jakość przesyłanej informacji[7].

### Model funkcji informacyjnych w zarządzaniu
Model ten przedstawia, jak informacje są wykorzystywane w procesach decyzyjnych. Składają się na niego:
1. Wewnętrzne i zewnętrzne źródła informacji (np. raporty wewnętrzne firmy, dane rynkowe lub analizy konkurencji).
2. Analizy danych w kontekście podejmowania decyzji (przekształcanie danych w użyteczną wiedzę wspierającą wybór strategii).
3. Wpływ decyzji na środowisko zewnętrzne oraz wewnętrzne organizacji (zmiany w relacjach z otoczeniem firmy i w działaniach wewnętrznych).
4. Korekty działań na podstawie wyników analizy (dostosowanie strategii do aktualnych wyników i warunków)[8].

## Ograniczenia procesu informacyjnego
W procesie informacyjnym pojawiają się różne ograniczenia, które mogą negatywnie wpływać na generowanie, przesyłanie i wykorzystywanie informacji. W literaturze wyróżnia się dwa główne typy ograniczeń:
1. Klatka dostępności źródeł informacji (związana z trudnościami w dostępie do źródeł danych) która obejmuje:

- Bariery techniczne – np. brak odpowiednich narzędzi IT.
- Bariery organizacyjne – wewnętrzne struktury lub procedury ograniczające dostęp do informacji.
- Bariery ekonomiczne – wysoki koszt pozyskiwania danych.
- Bariery psychologiczne – niechęć lub brak zaufania do dostępnych informacji.
- Bariery metainformacyjne – niska jakość danych lub niewłaściwa ich organizacja.

2. Klatka wiedzy i językowa – ograniczenia wynikające z różnic językowych lub standardów reprezentacji danych. Przykładem mogą być różnice w opisie danych w systemach księgowych lub informatycznych.

## Dezinformacja w internecie ifake newsw kontekście działalności informacyjnej
Dezinformacja w internecie i rozpowszechnianie fake newsów stanowią jedno z najpoważniejszych wyzwań współczesnej działalności informacyjnej. Fake news to fałszywe lub celowo wprowadzające w błąd informacje, które są przedstawiane jako prawdziwe i szeroko rozpowszechniane w mediach społecznościowych oraz innych platformach internetowych. Ich celem jest manipulacja opinią publiczną, wpływanie na decyzje społeczne i polityczne, a także propagowanie szkodliwych ideologii.

### Rola botów i trolli
W rozpowszechnianiu dezinformacji kluczową rolę odgrywają zautomatyzowane programy, zwane botami, oraz internetowi trolle. Boty mogą generować masowe ilości treści w mediach społecznościowych, takich jak Twitter czy Facebook, imitując ludzkie zachowanie i wspierając szerzenie fałszywych narracji. Trolle natomiast celowo prowokują użytkowników do emocjonalnych reakcji, często wykorzystując fałszywe informacje jako narzędzie manipulacji.

### Fałszywe informacje – skala problemu
Badania przeprowadzone przez Massachusetts Institute of Technology (MIT) wykazały, że fałszywe informacje rozprzestrzeniają się w internecie szybciej niż wiadomości prawdziwe. Fałszywe treści mają aż o 70% większe prawdopodobieństwo bycia udostępnionymi i osiągają szeroką publikę sześć razy szybciej niż prawdziwe wiadomości. W kampaniach politycznych, takich jak wybory prezydenckie w USA w 2016 roku, boty i zautomatyzowane konta odegrały istotną rolę w kształtowaniu opinii publicznej.

### Wyzwania technologiczne
Jednym z największych wyzwań jest identyfikacja i eliminacja botów oraz fałszywych kont. Zaawansowane algorytmy i uczenie maszynowe są coraz częściej wykorzystywane do wykrywania złośliwych działań w sieci. Jednak granica między zachowaniem człowieka a zautomatyzowanych programów staje się coraz bardziej rozmyta, co utrudnia skuteczną interwencję.

### Świadomość społeczna
Rozwiązanie problemu dezinformacji wymaga nie tylko technologicznych narzędzi, ale również edukacji społeczeństwa. Promowanie krytycznego myślenia oraz umiejętności rozpoznawania rzetelnych źródeł informacji jest kluczowe w walce z manipulacją informacyjną.